# The Singles (album de Coldplay)
Pour les articles homonymes, voir The Singles.
The Singles est le titre d'un album compilation de Coldplay paru en 2009.

## Description
En 2009, le groupe Coldplay décide de créer une compilation.

## La compilation
1. Clocks
2. Yellow
3. Speed of Sound
4. Viva la Vida
5. Trouble
6. The Hardest Part
7. 2000 Miles
8. Fix You
9. The Scientist
10. Life in Technicolor II
11. Don't Panic
12. Shiver
13. Talk
14. Lovers in Japan
15. Violet Hill
16. In My Place
17. What If
18. Lhuna (feat. Kylie Minogue) (Inédit)